# Martí Gironell
Martí Gironell i Gamero (Besalú, La Garrocha (Gerona), 1971) en un escritor y periodista español. Licenciado en Filología Inglesa y en Periodismo por la Universidad de Barcelona (UB) y la Universidad Pompeu Fabra (UPF).

Gironell ha trabajado en Radio Besalú, Radio Olot, Catalunya Ràdio y TV3. Colabora habitualmente en medios de comunicación como El Punt Avui, El Món, El Mundo, la revista Sàpiens y el portal de literatura L'illa dels llibres.

Ganó el XXXVIII Premio Ramon Llull de novela de 2018 por La força d'un destí (en castellano: La fuerza de un destino).
Con la obra de carácter histórico El fabricant de records fue ganador del Premio Prudenci Bertrana de novela 2022.
Entre sus libros publicados destacan El puente de los judíos (2007), que ha sido traducido en varios idiomas, La venganza del bandolero, que ganó el Premio Néstor Luján de novela histórica en 2008, El arqueólogo (2010), El último abad (2012) y El primer héroe (2014), que también ha sido traducido a varios idiomas. En 2015 publicó Strappo, la novela del expolio del románico catalán y el cuento infantil "El niño dibujado".

## Obras publicadas
- La ciutat dels somriures (La ciudad de las sonrisas, Cossetània, 2005)
- El pont dels jueus (El puente de los judíos, Columna Edicions, 2007)
- La venjança del bandoler (La venganza del bandolero, Columna Edicions, 2008). Premio Néstor Luján de novela histórica
- Pla de vol (Plan de vuelo, RBA - La Magrana, 2009)
- L'arqueòleg (El arqueólogo, Columna Edicions, 2010)
- L'últim abat (El último abad, Columna Edicions, 2012)
- El primer heroi (El primer héroe, Ediciones B, 2014)
- Strappo (Ediciones B, 2015)
- El nen dibuixat (El niño dibujado, Editorial La Galera, 2015)
- Once upon a time (Pagès Editors, 2016)
- La força d'un destí (Columna Edicions, 2018). Premio Ramon Llull de novela 2018.
- La fuerza de un destino (Grupo Planeta, 2018)
- Palabra de judío (Grupo Planeta, 2020)